# Skigebiet Grapa-Litwinka

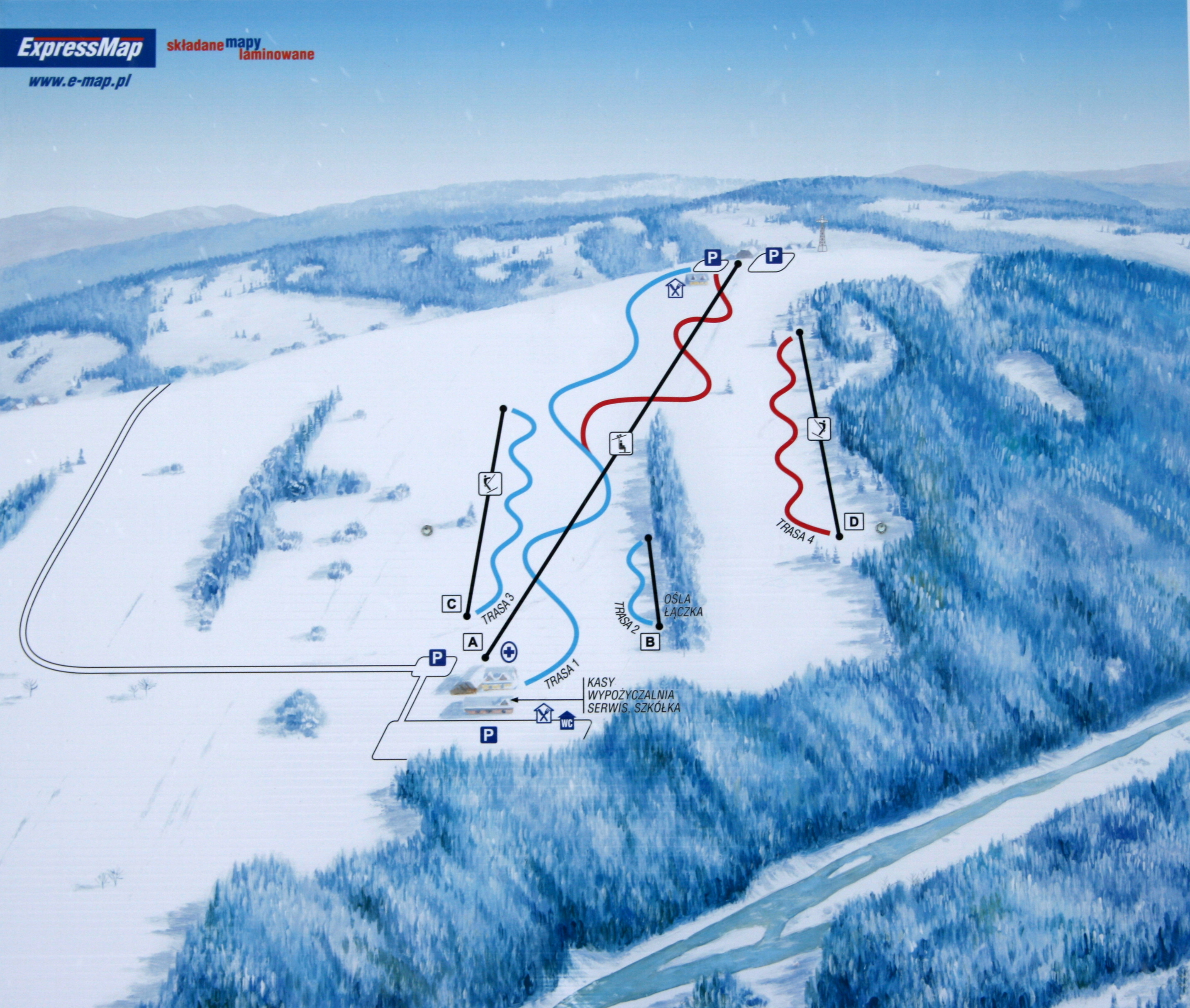
Übersicht

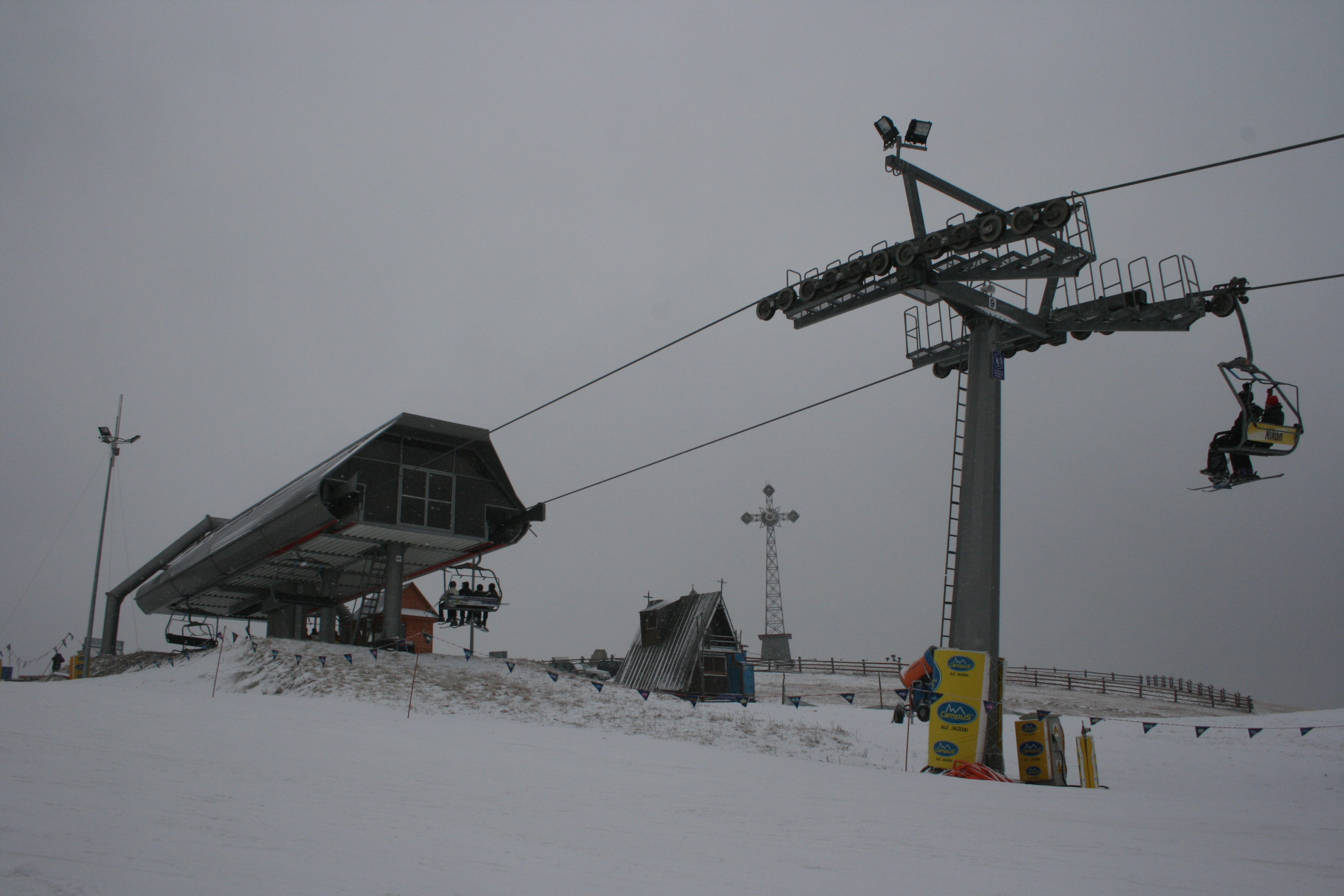
Obere Station

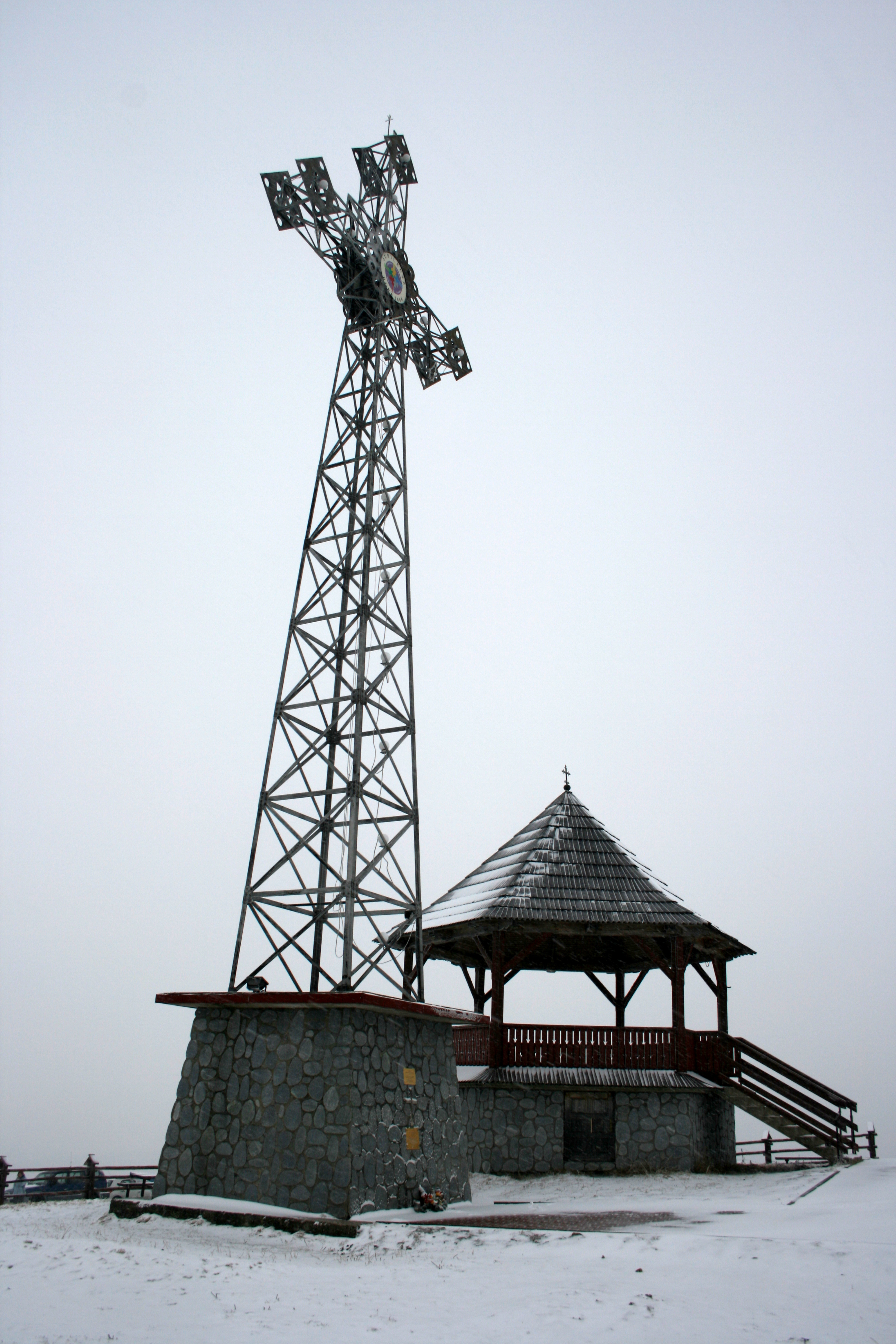
Gipfel

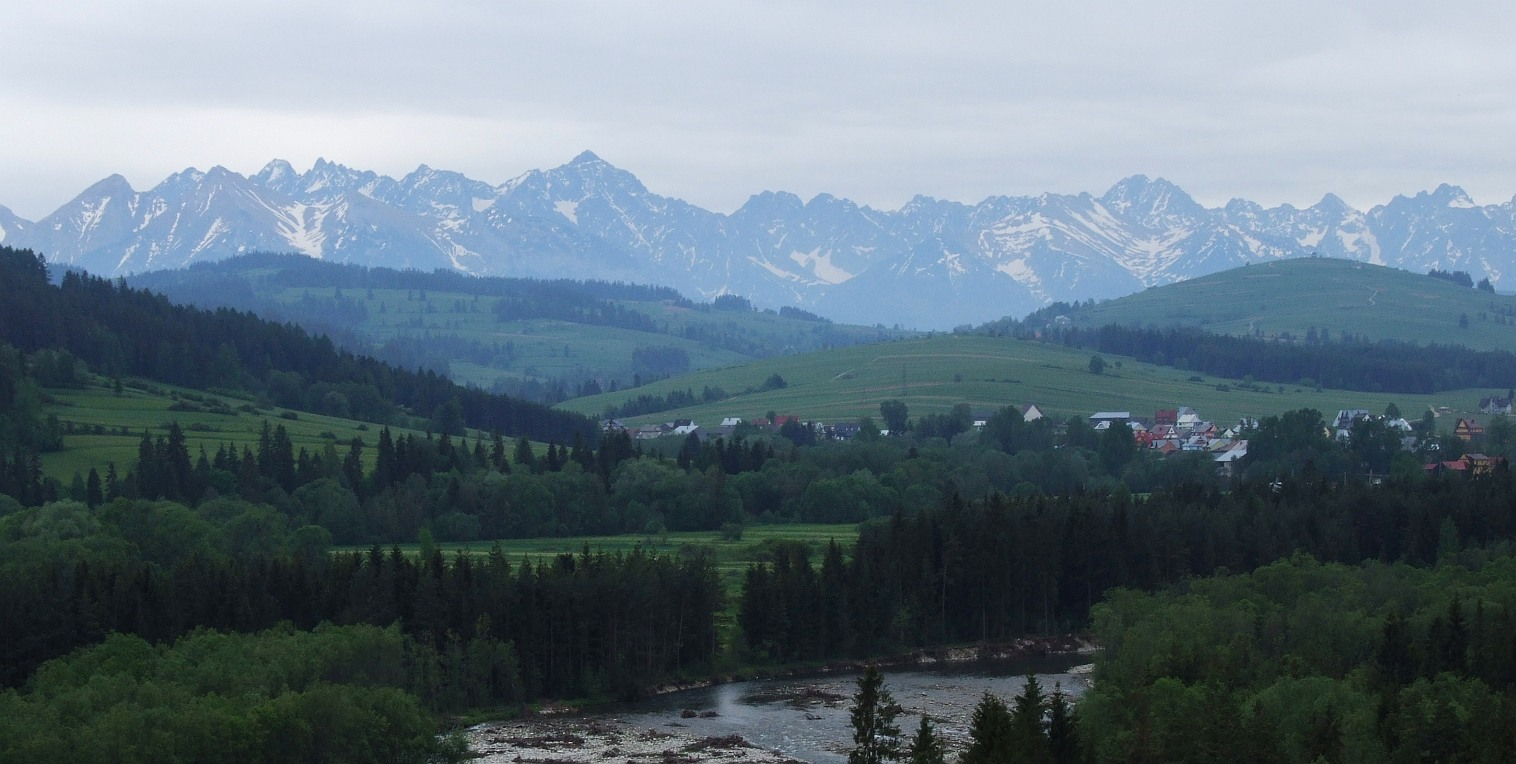
Blick von Trybsz auf das Skigebiet mit der Tatra im Hintergrund

Das Skigebiet Grapa-Litwinka liegt auf dem Gipfel und den Westhängen der Czarna Góra in dem polnischen Gebirgszug Pogórze Spiskie in Czarna Góra auf dem Gemeindegebiet von Bukowina Tatrzańska im Powiat Tatrzański in der Woiwodschaft Kleinpolen. Es befindet sich außerhalb des Tatra-Nationalparks am Fuße der Hohen Tatra. Das Skigebiet wird von dem Unternehmen Kompleks Turystyczno-Narciarski Czarna Góra - Grapa Sp. z o.o. betrieben. Der Gipfel, auf dem im Jahr 2000 ein 20 Meter hohes Gipfelkreuz errichtet wurde, ist zudem bei Paraglidern sehr beliebt. Das Skigebiet liegt in der Polnischen Zips. Das Skigebiet ist Mitglied in dem Verband TatrySki, der einen gemeinsamen Skipass herausgibt.

## Lage
Das Skigebiet befindet sich auf einer Höhe von 740 m ü.N.N. bis 891 m ü.N.N. Der Höhenunterschied der Pisten beträgt ca. 151 m. Es gibt zwei blaue Pisten. Die Gesamtlänge der Pisten umfasst ca. 2 km, wobei die längste Piste ca. 1 km lang ist. Der Untere Bereich reicht fast bis an die Ufer des Gebirgsflusses Białka.

## Geschichte
Das Skigebiet wurde 2011 angelegt.

## Beschreibung

### Skilifte
Im Skigebiet gibt es einen Sessellift und einen Tellerlift. Insgesamt können bis zu 2800 Personen pro Stunde befördert werden.

#### Skilifte Grapa-Litwinka
Der Skilift führt von Czarna Góra bis knapp unter den Gipfel der Czarna Góra. Zudem gibt es einen Tellerlift und zwei weitere Tellerlifte, jeweils ca. 400 m lang, werden gebaut.
| Name | Art        | Hersteller                  | Breite Personen | Länge (m) | Zeit (min) | Höhenunterschied (m) | Personen pro Stunde | Obere Station | Obere Station | Untere Station | Untere Station | Vmax (m/s) |
| Name | Art        | Hersteller                  | Breite Personen | Länge (m) | Zeit (min) | Höhenunterschied (m) | Personen pro Stunde | Ort           | Höhe (m üNN)  | Ort            | Höhe (m üNN)   | Vmax (m/s) |
| ---- | ---------- | --------------------------- | --------------- | --------- | ---------- | -------------------- | ------------------- | ------------- | ------------- | -------------- | -------------- | ---------- |
| A    | Sessellift | Doppelmayr/Garaventa-Gruppe | 4               | 900       | 3          | 151                  | 2400                | Obere Station | 891           | Untere Station | 740            |            |
| B    | Tellerlift |                             | 1               | 120       | 2          | 14                   | 400                 |               |               |                |                |            |

### Skipisten
Von der Czarna Góra führen zwei Skipiste ins Tal. Zwei weitere Pisten werden derzeit vorbereitet.
| Name | Schwierigkeit | Start         | Start        | Ziel           | Ziel         | Länge (m) | Höhenunterschied (m) | Neigung (%) | Licht | Kunstschnee | FIS    | FIS | Anmerkungen |
| Name | Schwierigkeit | Name          | Höhe (m üNN) | Name           | Höhe (m üNN) | Länge (m) | Höhenunterschied (m) | Neigung (%) | Licht | Kunstschnee | Nummer | bis | Anmerkungen |
| ---- | ------------- | ------------- | ------------ | -------------- | ------------ | --------- | -------------------- | ----------- | ----- | ----------- | ------ | --- | ----------- |
| 1    | blau          | Obere Station | 891          | Untere Station | 740          | 1000      | 151                  | 15          | ja    | ja          |        |     |             |
| 2    | blau          |               |              |                |              | 120       | 14                   | 12          | ja    | ja          |        |     |             |
| 3    | blau          |               |              |                |              | 400       | 77                   | 19          | ja    | ja          |        |     | In Planung  |
| 4    | rot           |               |              |                |              | 400       | 86                   | 22          | ja    | ja          |        |     | In Planung  |

## Infrastruktur
Das Skigebiet liegt ca. 20 km nordöstlich vom Zentrum von Zakopane und ist mit dem Pkw erreichbar. In der Nähe der unteren wie der oberen Station verläuft jeweils eine Gemeindestraße. Dort gibt es jeweils Parkplätze, eine Skischule und einen Skiverleih. Zum Skigebiet gehören auch mehrere Restaurants.